# Aulostomus maculatus
Ver también Aulostomidae.

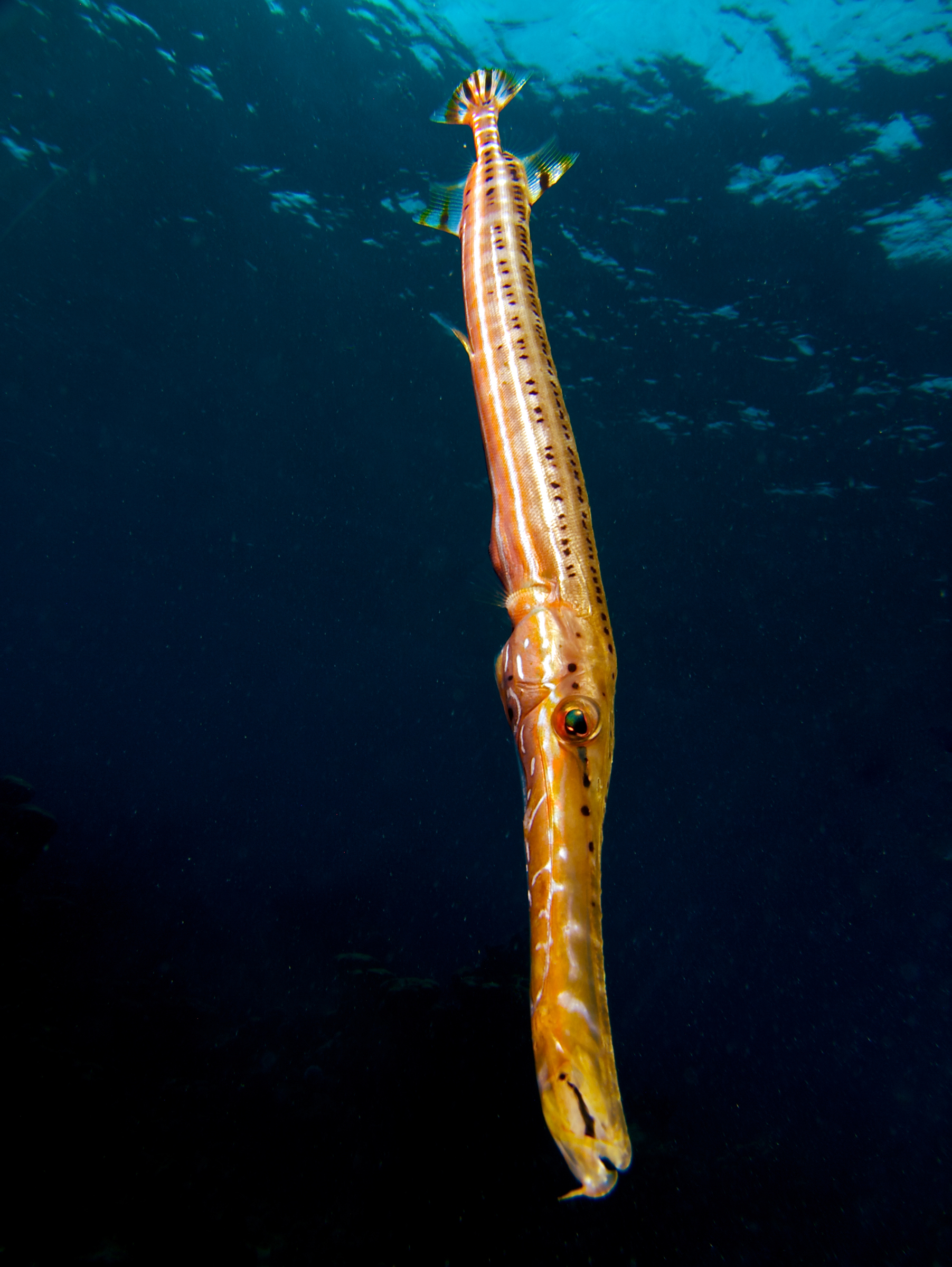
Pez trompeta pintada, variación marrón.

El pez trompeta pintada, trompeta del Atlántico occidental, corneta o trompetero (Aulostomus maculatus), es una especie de pez Actinopterygii, de la familia Aulostomidae.
La etimología del género es: Aulostomus: Griego, aulos = flauta + Griego, stoma = boca.

## Morfología y descripción
El pez trompeta pintada tiene cuerpo largo, con la boca hacia arriba, pequeña, en la parte delantera de un hocico largo, tubular. Las branquias son pectinadas, asemejándose a los dientes de un peine. Delante de la aleta dorsal, tiene de 8 a 13 espinas aisladas y bien espaciadas. Cuenta con 12 espinas y 21-22 radios blandos dorsales, y 21-25 radios blandos anales.
Tienen la capacidad de variar su color, del más frecuente marrón a marrón rojizo, al azul grisáceo o amarillo vivo, con sus tonalidades intermedias. Sobre el cuerpo tiene líneas pálidas. Una franja negra, a veces reducido a una mancha oscura, se produce a lo largo de la mandíbula, y un par de puntos oscuros a veces se encuentran en la base de la aleta caudal.
Su tamaño más frecuente es de 40 a 80 cm (aprox. 15 a 31 pulgadas) de longitud, aunque alcanza los 100 cm.

## Hábitat y comportamiento
Es una especie asociada a arrecifes, que a menudo nada verticalmente al tratar de mezclarse con corales verticales. Nada lentamente o permanece inmóvil, como un palo flotando, meciéndose atrás y adelante con la acción de las olas del agua. Son expertos en camuflaje, y suelen nadar en alineación con otros peces más grandes.                
Su rango de profundidad está entre 2 y 25 metros, aunque se reportan localizaciones entre 0,5 y 350 m, y en un rango de temperatura de 17.55 a 27.68 °C.
Son sus predadores Lutjanus apodus, Lutjanus jocu, Epinephelus guttatus, Mycteroperca venenosa o Cephalopholis fulva.

## Distribución geográfica
Se distribuye en el océano Atlántico occidental. Es especie nativa de Anguilla, Antigua y Barbuda, Aruba, Bahamas, Barbados, Belice, 
Bermuda, Brasil, Islas Caimán, Colombia, Costa Rica, Cuba, Curazao, Dominica, República Dominicana, Estados Unidos de América, Granada, Guadalupe, Guatemala, Guyana, Guayana Francesa, Haití, Honduras, Jamaica, Martinica, México, Nicaragua, Panamá, Puerto Rico, San Kitts y Nevis, Santa Lucía, San Vicente y las Granadinas, San Paul, Surinam, Trinidad y Tobago, Turks y Caicos, Venezuela e islas Vírgenes (estadounidenses y británicas).

## Alimentación
Son carnívoros, y se alimentan de huevos y larvas de peces cirujano, del género Acanthurus, y de pequeños peces teleósteos, como Anchoa sp., Haemulon aurolineatum, Chromis cyanea, Holocentrus rufus, Labrisomus kalisherae, Malacoctenus gilli, Ophioblennius atlanticus, Priolepis hipoliti, Pseudupeneus maculatus, Sargocentron coruscum, Stegastes pictus o Thalassoma bifasciatum.
Cuando se alimenta, abre la boca del diámetro del cuerpo para succionar a sus presas.
Su estrategia trófica más usual es la de permanecer en posición vertical, con la cabeza hacia abajo, camuflado entre gorgonias, dejándose mecer por la corriente a la espera de la presa. Además de ésta, se ha comprobado científicamente, que se une a otras especies de peces, de similar tamaño y coloración, en "escuelas" de individuos que interaccionan grupalmente para alimentarse. Así se pudo comprobar, que individuos de A. maculatus de tonalidad marrón, se alineaban con ejemplares del serránido Epinephelus cruentatus, de similar tonalidad. Otro A. maculatus de fase amarilla, se alineó con un Bodianus rufus rojo y amarillo; y grupos de A. maculatus azules, se integraban en cardúmenes de peces cirujano Acanthurus coeruleus, también en este caso, de similar tonalidad.

## Reproducción
No se disponen datos específicos sobre su reproducción. En la región de Madeira, se sabe que las hembras tienen huevos maduros de marzo a junio.

## Galería

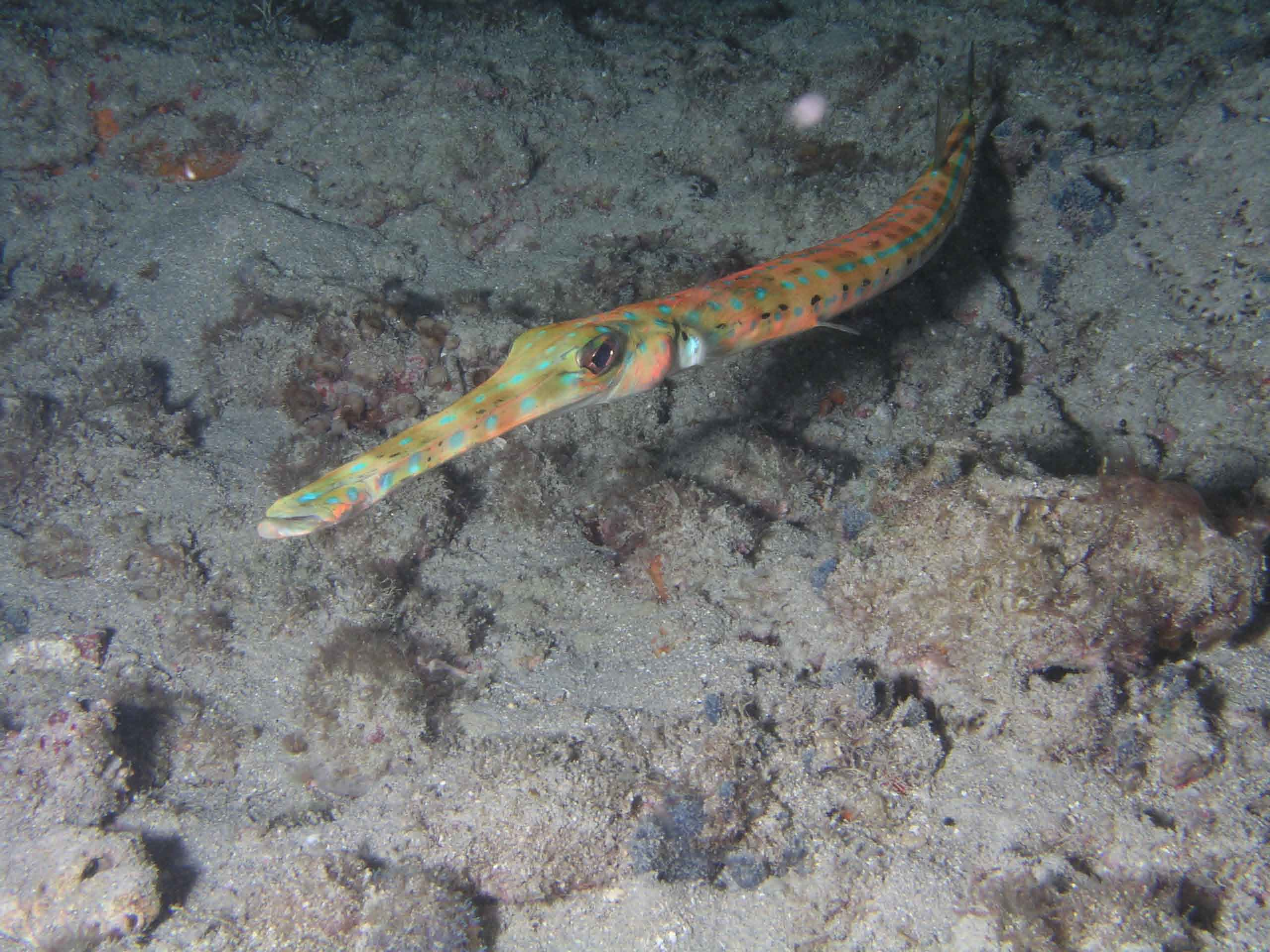
Librea con pintas rosa y turquesa
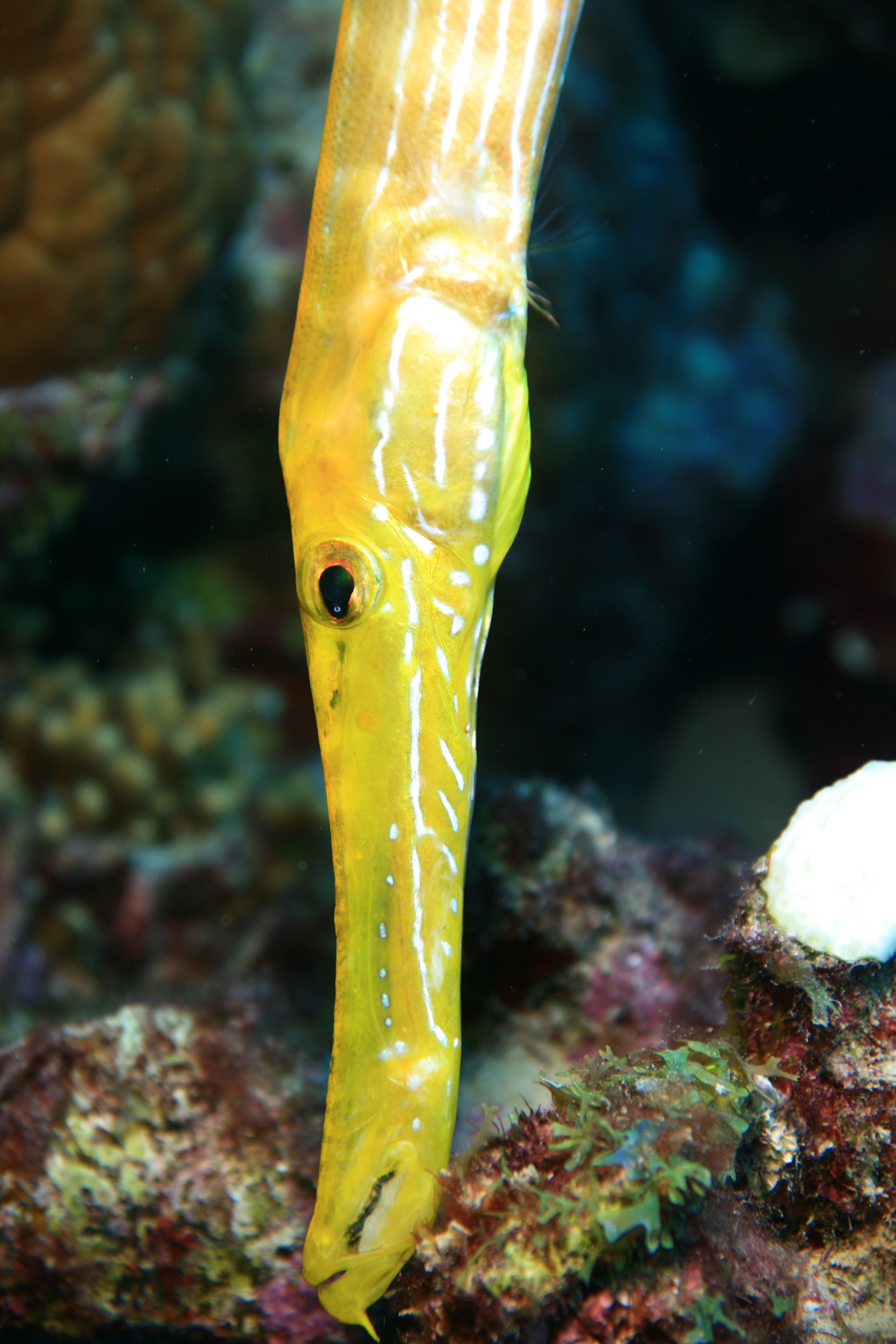
Variación amarilla
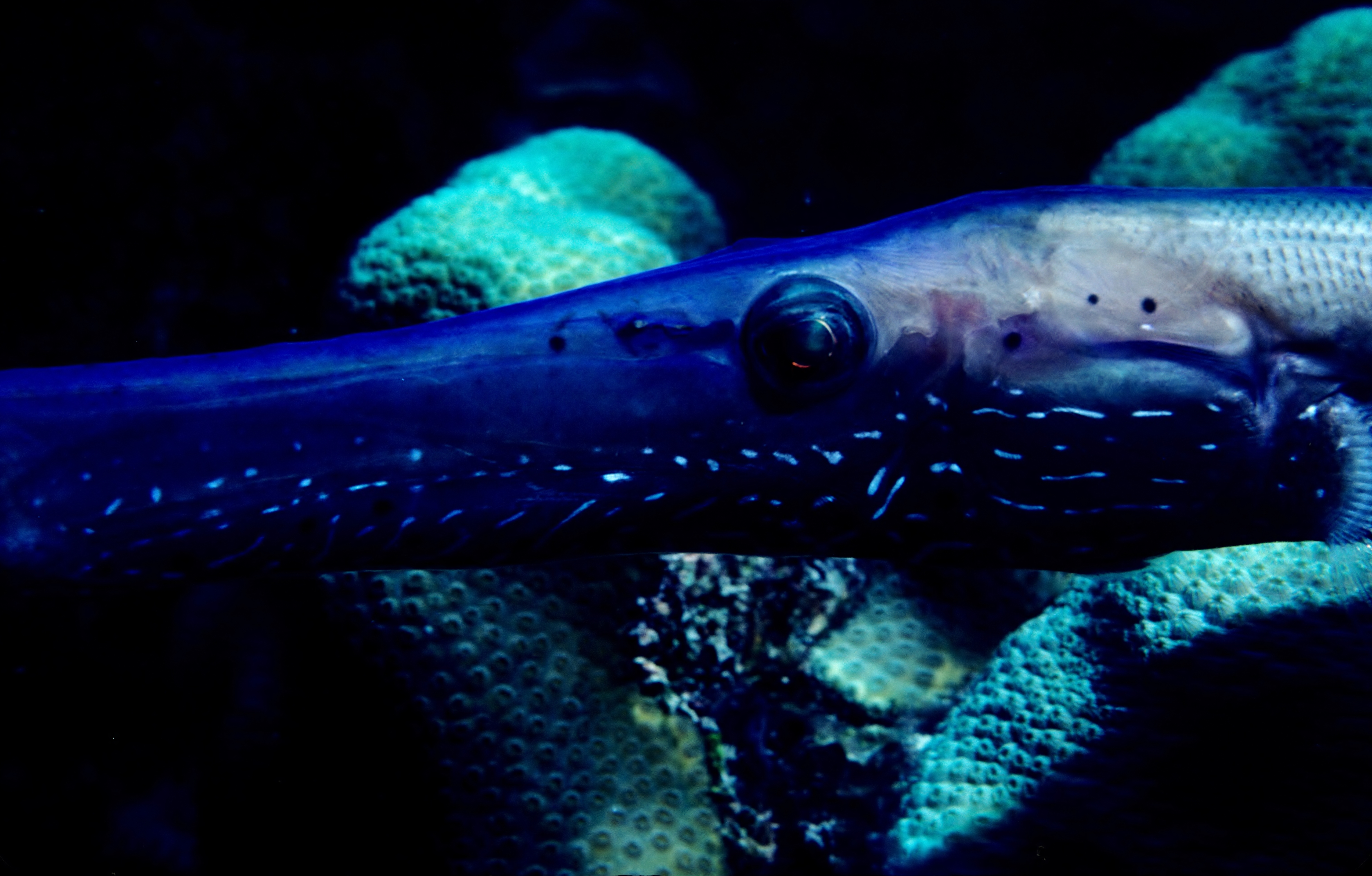
Variación azul-gris
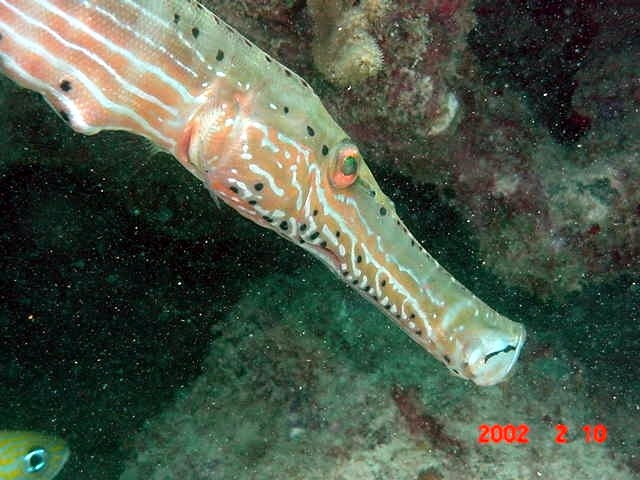
Variación rojiza
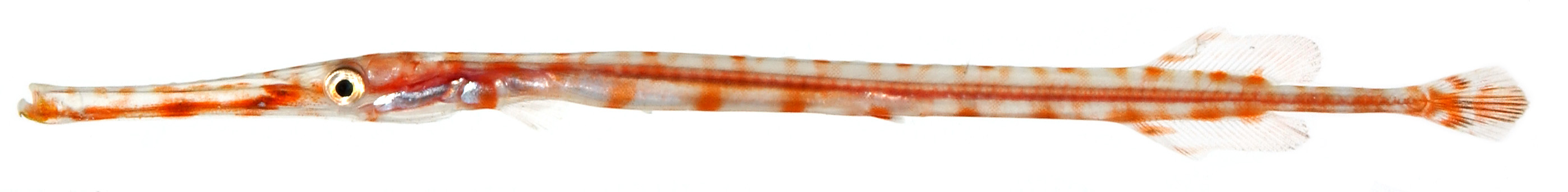
Ejemplar juvenil
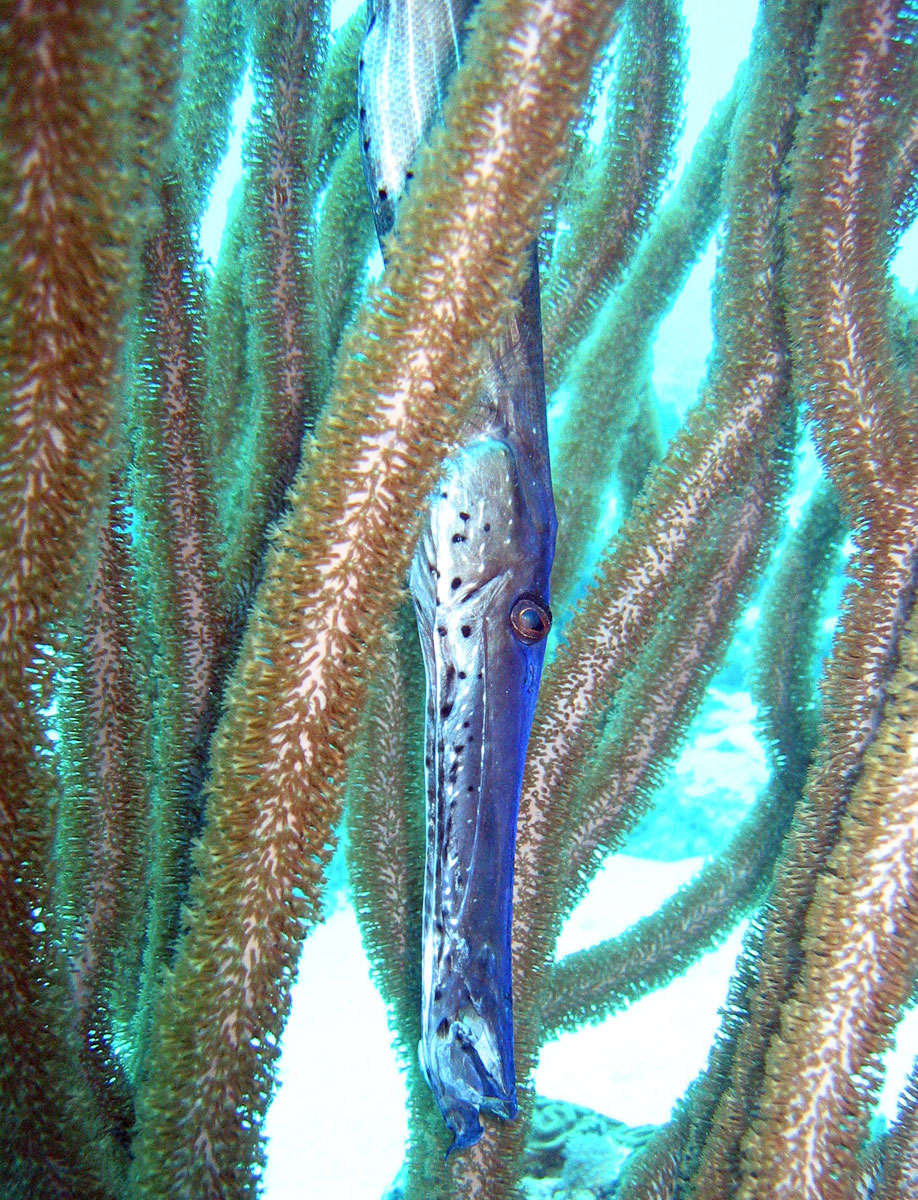
Camuflado entre gorgonias verticales
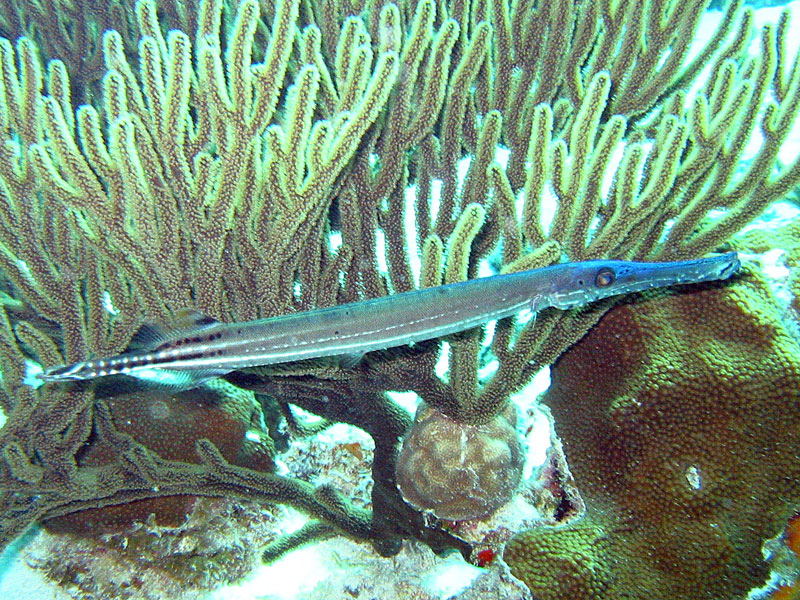
Ejemplar en Bonaire